# Bridelia moonii
Bridelia moonii là một loài thực vật thuộc họ Euphorbiaceae. Đây là loài đặc hữu của Sri Lanka.